# Plutothrix ungutta
Plutothrix ungutta är en stekelart som först beskrevs av Girault 1917.  Plutothrix ungutta ingår i släktet Plutothrix och familjen puppglanssteklar. Inga underarter finns listade i Catalogue of Life.